# インゲ・ヘルテン
インゲ・ヘルテン (Inge Helten、1950年12月31日 - )は、旧西ドイツの陸上競技選手。1976年モントリオールオリンピックの銀メダリストである。

## 経歴
ヘルテンは、1976年モントリオールオリンピックに出場。女子100mで、西ドイツのアンネグレート・リヒター、東ドイツのレナーテ・シュテヒャーに次いで3位となり銅メダルを獲得。さらに、リヒター、エルビラ・ポゼケル、アンネグレート・クロニガーとともに西ドイツチームの一員として出場した女子4×100mリレーでは、東ドイツに次いで銀メダルを獲得した。